# Cup of China
La Cup of China è una competizione di livello senior e fa parte del Grand Prix ISU di pattinaggio di figura dal 2003. È organizzato dalla Chinese Skating Association e si svolge a Pechino, Harbin, Nanchino e Shanghai. Le medaglie sono assegnate nelle discipline del singolo maschile, singolo femminile, coppie e danza su ghiaccio.

## Albo d'oro

### Singolo maschile
| Anno | Luogo     | Oro                                  | Argento                              | Bronzo                               |
| 2003 | Pechino   | Timothy Goebel                       | Brian Joubert                        | Li Chengjiang                        |
| 2004 | Pechino   | Jeffrey Buttle                       | Li Chengjiang                        | Stefan Lindemann                     |
| 2005 | Pechino   | Emanuel Sandhu                       | Stéphane Lambiel                     | Andrej Grjazev                       |
| 2006 | Nanjing   | Evan Lysacek                         | Sergej Davydov                       | Emanuel Sandhu                       |
| 2007 | Harbin    | Johnny Weir                          | Evan Lysacek                         | Stéphane Lambiel                     |
| 2008 | Pechino   | Jeremy Abbott                        | Stephen Carriere                     | Tomáš Verner                         |
| 2009 | Pechino   | Nobunari Oda                         | Evan Lysacek                         | Sergej Voronov                       |
| 2010 | Pechino   | Takahiko Kozuka                      | Brandon Mroz                         | Tomáš Verner                         |
| 2011 | Shanghai  | Jeremy Abbott                        | Nobunari Oda                         | Song Nan                             |
| 2012 | Shanghai  | Tatsuki Machida                      | Daisuke Takahashi                    | Sergej Voronov                       |
| 2013 | Pechino   | Yan Han                              | Maksim Kovtun                        | Takahiko Kozuka                      |
| 2014 | Shanghai  | Maksim Kovtun                        | Yuzuru Hanyū                         | Richard Dornbush                     |
| 2015 | Pechino   | Javier Fernández                     | Jin Boyang                           | Yan Han                              |
| 2016 | Pechino   | Patrick Chan                         | Jin Boyang                           | Sergej Voronov                       |
| 2017 | Pechino   | Mikhail Kolyada                      | Jin Boyang                           | Max Aaron                            |
| 2018 |           | La competizione non si è svolta      | La competizione non si è svolta      | La competizione non si è svolta      |
| 2019 | Chongqing | Jin Boyang                           | Yan Han                              | Matteo Rizzo                         |
| 2020 | Chongqing | Jin Boyang                           | Yan Han                              | Chen Yudong                          |
| 2021 | Chongqing | Cancellato a causa del COVID-19      | Cancellato a causa del COVID-19      | Cancellato a causa del COVID-19      |
| 2022 |           | Sostituito dal MK John Wilson Trophy | Sostituito dal MK John Wilson Trophy | Sostituito dal MK John Wilson Trophy |
| 2023 | Chongqing | Adam Siao Him Fa                     | Shōma Uno                            | Mikhail Shaidorov                    |
| 2024 | Chongqing | Shun Sato                            | Mikhail Shaidorov                    | Adam Siao Him Fa                     |

### Singolo femminile
| Anno | Luogo     | Oro                                  | Argento                              | Bronzo                               |
| 2003 | Pechino   | Olena Ljašenko                       | Yoshie Onda                          | Fumie Suguri                         |
| 2004 | Pechino   | Irina Sluckaja                       | Viktorija Volčkova                   | Joannie Rochette                     |
| 2005 | Pechino   | Irina Sluckaja                       | Mao Asada                            | Shizuka Arakawa                      |
| 2006 | Nanjing   | Júlia Sebestyén                      | Yukari Nakano                        | Emily Hughes                         |
| 2007 | Harbin    | Yuna Kim                             | Caroline Zhang                       | Carolina Kostner                     |
| 2008 | Pechino   | Yuna Kim                             | Miki Andō                            | Laura Lepistö                        |
| 2009 | Pechino   | Akiko Suzuki                         | Kiira Korpi                          | Joannie Rochette                     |
| 2010 | Pechino   | Miki Andō                            | Akiko Suzuki                         | Alëna Leonova                        |
| 2011 | Shanghai  | Carolina Kostner                     | Mirai Nagasu                         | Adelina Sotnikova                    |
| 2012 | Shanghai  | Mao Asada                            | Julija Lipnickaja                    | Kiira Korpi                          |
| 2013 | Pechino   | Anna Pogorilaja                      | Adelina Sotnikova                    | Carolina Kostner                     |
| 2014 | Shanghai  | Elizaveta Tuktamyševa                | Julija Lipnickaja                    | Kanako Murakami                      |
| 2015 | Pechino   | Mao Asada                            | Rika Hongō                           | Elena Radionova                      |
| 2016 | Pechino   | Elena Radionova                      | Kaetlyn Osmond                       | Elizaveta Tuktamyševa                |
| 2017 | Pechino   | Alina Zagitova                       | Wakaba Higuchi                       | Elena Radionova                      |
| 2018 |           | La competizione non si è svolta      | La competizione non si è svolta      | La competizione non si è svolta      |
| 2019 | Chongqing | Anna Ščerbakova                      | Satoko Miyahara                      | Elizaveta Tuktamyševa                |
| 2020 | Chongqing | Chen Hongyi                          | Angel Li                             | Jin Minzhi                           |
| 2021 | Chongqing | Cancellato a causa del COVID-19      | Cancellato a causa del COVID-19      | Cancellato a causa del COVID-19      |
| 2022 |           | Sostituito dal MK John Wilson Trophy | Sostituito dal MK John Wilson Trophy | Sostituito dal MK John Wilson Trophy |
| 2023 | Chongqing | Hana Yoshida                         | Rinka Watanabe                       | Loena Hendrickx                      |
| 2024 | Chongqing | Amber Glenn                          | Mone Chiba                           | Kim Chae-yeon                        |

### Coppie
| Anno | Luogo     | Oro                                      | Argento                                | Bronzo                                  |
| 2003 | Pechino   | Shen Xue / Zhao Hongbo                   | Pang Qing / Tong Jian                  | Marija Petrova / Aleksej Tichonov       |
| 2004 | Pechino   | Shen Xue / Zhao Hongbo                   | Zhang Dan / Zhang Hao                  | Valérie Marcoux / Craig Buntin          |
| 2005 | Pechino   | Marija Petrova / Aleksej Tichonov        | Pang Qing / Tong Jian                  | Dorota Zagórska / Mariusz Siudek        |
| 2006 | Nanjing   | Shen Xue / Zhao Hongbo                   | Pang Qing / Tong Jian                  | Aliona Savchenko / Robin Szolkowy       |
| 2007 | Harbin    | Pang Qing / Tong Jian                    | Keauna McLaughlin / Rockne Brubaker    | Jessica Miller / Ian Moram              |
| 2008 | Pechino   | Zhang Dan / Zhang Hao                    | Tat'jana Volosožar / Stanislav Morozov | Pang Qing / Tong Jian                   |
| 2009 | Pechino   | Shen Xue / Zhao Hongbo                   | Zhang Dan / Zhang Hao                  | Tat'jana Volosožar / Stanislav Morozov  |
| 2010 | Pechino   | Pang Qing / Tong Jian                    | Sui Wenjing / Han Cong                 | Caitlin Yankowskas / John Coughlin      |
| 2011 | Shanghai  | Juko Kavaguti / Aleksandr Smirnov        | Zhang Dan / Zhang Hao                  | Kirsten Moore-Towers / Dylan Moscovitch |
| 2012 | Shanghai  | Pang Qing / Tong Jian                    | Juko Kavaguti / Aleksandr Smirnov      | Ksenija Stolbova / Fëdor Klimov         |
| 2013 | Pechino   | Aliona Savchenko / Robin Szolkowy        | Pang Qing / Tong Jian                  | Peng Cheng / Zhang Hao                  |
| 2014 | Shanghai  | Peng Cheng / Zhang Hao                   | Yu Xiaoyu / Jin Yang                   | Wang Xuehan / Wang Lei                  |
| 2015 | Pechino   | Juko Kavaguti / Aleksandr Smirnov        | Sui Wenjing / Han Cong                 | Yu Xiaoyu / Jin Yang                    |
| 2016 | Pechino   | Yu Xiaoyu / Hao Zhang                    | Peng Cheng / Jin Yang                  | Ljubov' Iljušečkina / Dylan Moscovitch  |
| 2017 | Pechino   | Sui Wenjing / Han Cong                   | Yu Xiaoyu / Hao Zhang                  | Kirsten Moore-Towers / Michael Marinaro |
| 2018 |           | La competizione non si è svolta          | La competizione non si è svolta        | La competizione non si è svolta         |
| 2019 | Chongqing | Sui Wenjing / Han Cong                   | Peng Cheng / Jin Yang                  | Ljubov' Iljušečkina / Charlie Bilodeau  |
| 2020 | Chongqing | Peng Cheng / Jin Yang                    | Wang Yuchen / Huang Yihang             | Zhu Daizfei / Liu Yuhang                |
| 2021 | Chongqing | Cancellato a causa del COVID-19          | Cancellato a causa del COVID-19        | Cancellato a causa del COVID-19         |
| 2022 |           | Sostituito dal MK John Wilson Trophy     | Sostituito dal MK John Wilson Trophy   | Sostituito dal MK John Wilson Trophy    |
| 2023 | Chongqing | Deanna Stellato-Dudek / Maxime Deschamps | Rebecca Ghilardi / Filippo Ambrosini   | Peng Chen / Wang Lei                    |
| 2024 | Chongqing | Sara Conti / Niccolò Macii               | Minerva Fabienne Hase / Nikita Volodin | Lia Pereira / Trennt Michaud            |

### Danza su ghiaccio
| Anno | Luogo     | Oro                                     | Argento                              | Bronzo                                       |
| 2003 | Pechino   | Tat'jana Navka / Roman Kostomarov       | Olena Hrušyna / Ruslan Hončarov      | Isabelle Delobel / Olivier Schoenfelder      |
| 2004 | Pechino   | Tanith Belbin / Benjamin Agosto         | Galit Chait / Sergei Sakhnovski      | Marie-France Dubreuil / Patrice Lauzon       |
| 2005 | Pechino   | Tat'jana Navka / Roman Kostomarov       | Galit Chait / Sergei Sakhnovski      | Megan Wing / Aaron Lowe                      |
| 2006 | Nanjing   | Oksana Domnina / Maksim Šabalin         | Tanith Belbin / Benjamin Agosto      | Jana Chochlova / Sergej Novickij             |
| 2007 | Harbin    | Tanith Belbin / Benjamin Agosto         | Oksana Domnina / Maksim Šabalin      | Federica Faiella / Massimo Scali             |
| 2008 | Pechino   | Oksana Domnina / Maksim Šabalin         | Tanith Belbin / Benjamin Agosto      | Jana Chochlova / Sergej Novickij             |
| 2009 | Pechino   | Tanith Belbin / Benjamin Agosto         | Jana Chochlova / Sergej Novickij     | Federica Faiella / Massimo Scali             |
| 2010 | Pechino   | Nathalie Péchalat / Fabian Bourzat      | Ekaterina Bobrova / Dmitrij Solov'ëv | Federica Faiella / Massimo Scali             |
| 2011 | Shanghai  | Ekaterina Bobrova / Dmitrij Solov'ëv    | Maia Shibutani / Alex Shibutani      | Pernelle Carron / Lloyd Jones                |
| 2012 | Shanghai  | Nathalie Péchalat / Fabian Bourzat      | Ekaterina Bobrova / Dmitrij Solov'ëv | Kaitlyn Weaver / Andrew Poje                 |
| 2013 | Pechino   | Nathalie Péchalat / Fabian Bourzat      | Ekaterina Bobrova / Dmitrij Solov'ëv | Madison Chock / Evan Bates                   |
| 2014 | Shanghai  | Gabriella Papadakis / Guillaume Cizeron | Maia Shibutani / Alex Shibutani      | Anna Cappellini / Luca Lanotte               |
| 2015 | Pechino   | Anna Cappellini / Luca Lanotte          | Madison Chock / Evan Bates           | Elena Il'inych / Ruslan Žiganšin             |
| 2016 | Pechino   | Maia Shibutani / Alex Shibutani         | Kaetlyn Weaver / Andrew Poje         | Aleksandra Stepanova / Ivan Bukin            |
| 2017 | Pechino   | Gabriella Papadakis / Guillaume Cizeron | Madison Chock / Evan Bates           | Ekaterina Bobrova / Dmitrij Solov'ëv         |
| 2018 |           | La competizione non si è svolta         | La competizione non si è svolta      | La competizione non si è svolta              |
| 2019 | Chongqing | Viktorija Sinicina / Nikita Kacalapov   | Madison Chock / Evan Bates           | Laurence Fournier Beaudry / Nikolaj Sørensen |
| 2020 | Chongqing | Wang Shiyue / Liu Xinyu                 | Chen Hong / Sun Zhuoming             | Ning Wanqi / Wang Chao                       |
| 2021 | Chongqing | Cancellato a causa del COVID-19         | Cancellato a causa del COVID-19      | Cancellato a causa del COVID-19              |
| 2022 |           | Sostituito dal MK John Wilson Trophy    | Sostituito dal MK John Wilson Trophy | Sostituito dal MK John Wilson Trophy         |
| 2023 | Chongqing | Piper Gilles / Paul Poirier             | Marjorie Lajoie / Zachary Lagha      | Caroline Green / Michael Parsons             |
| 2024 | Chongqing | Charlene Guignard / Marco Fabbri        | Marjorie Lajoie / Zachary Lagha      | Christina Carreira / Anthony Ponomarenko     |